# Edwardsianthus pudica
Edwardsianthus pudica är en havsanemonart som först beskrevs av Carl Benjamin Klunzinger 1877.  Edwardsianthus pudica ingår i släktet Edwardsianthus och familjen Edwardsiidae. Inga underarter finns listade i Catalogue of Life.